# Subdivisões da Bulgária
A Bulgária encontra-se dividida em 28 províncias (em búlgaro: singular - област, oblast | plural - области, oblasti, também traduzido como região ou distrito):

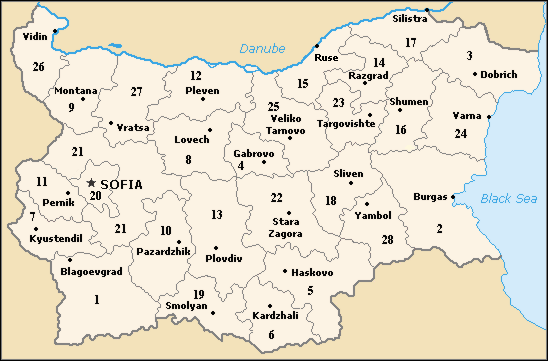
Distritos da Bulgária

1. Blagoevgrad
2. Burgas
3. Dobrich
4. Gabrovo
5. Khaskovo
6. Kurdzhali
7. Kyustendil
8. Lovech
9. Montana
10. Pazardzhik
11. Pernik
12. Pleven
13. Plovdiv
14. Razgrad
15. Ruse
16. Shumen
17. Silistra
18. Sliven
19. Smolyan
20. Sófia (cidade)
21. Sofia (distrito)
22. Stara Zagora
23. Turgovishte
24. Varna
25. Veliko Turnovo
26. Vidin
27. Vratsa
28. Yambol